# Весна проходит
«Весна проходит» — советский фильм 1983 года, снятый на киностудии «Грузия-фильм» режиссёром Нодаром Манагадзе.

## Сюжет
Лирическая киноповесть по мотивам рассказов Гурама Рчеулишвили — в сюжете переплетаются мотивы его рассказов с фактами его жизни.
Начинающий писатель после службы в армии возвращается в Тбилиси. Юноша идет к любимой учительнице, но она умерла; к девушке, которую он любил, но она забыла его; друзья заняты своими проблемами. Он едет в родное село в Кахетии, и жители этого села становятся героями его рассказов.

## В ролях
- Эрекле Кухианидзе — Важа
- Марех Ликокели — Натэла
- Тамрико Чичуа — Лейла
- Элгуджа Бурдули — Батарека
- Мераб Комахидзе — Важа в детстве

## О фильме
Фильм снят с точки зрения героя — талантливого писателя — как он воспринимает мир:

Чего хочет, чего ищет Важа Джандиери, что его мучает, что мучило Гурама Pчеулишвили, молодого, красивого, сильного, талантливого? Почему весна — уходит?
Нодару Манагадзе удалось создать на экране ощущение самой большой боли писателя… а это становится доступным зрителю благодаря великолепному мастерству Нодара Манагадзе, оператора — постановщика Абесалома Майсурадзе и художника — постановщика Шота Гоголашвили.

Фильм «Весна проходит» фантастически красив, и это не та кинематографическая красивость, которая достигается только техническим мастерством ("Кино может всё!!) нет, это красота влюбленного весной или поэта, читающего свои — любимые стихи. Это надо видеть; надо видеть лепестки, осыпающиеся на волосы дочери Батареки Чинчараули…— Литературная Грузия, 1985
Критикой отмечалось, что это «авторский фильм», киновед Лилия Маматова писала, что фильм — «отмеченный талантом и мыслью» — незаслуженно оказался в числе отнесённых к неудачам фильмов из-за низких цифр проката — менее миллиона зрителей, но он был выпущен небольшим тиражом копий, поскольку это фильм не для широкого проката и адресован сравнительно небольшому числу зрителей, подготовленных к восприятию картины.